# Canly
Canly est une commune française située dans le département de l'Oise en région Hauts-de-France.

## Géographie

### Localisation

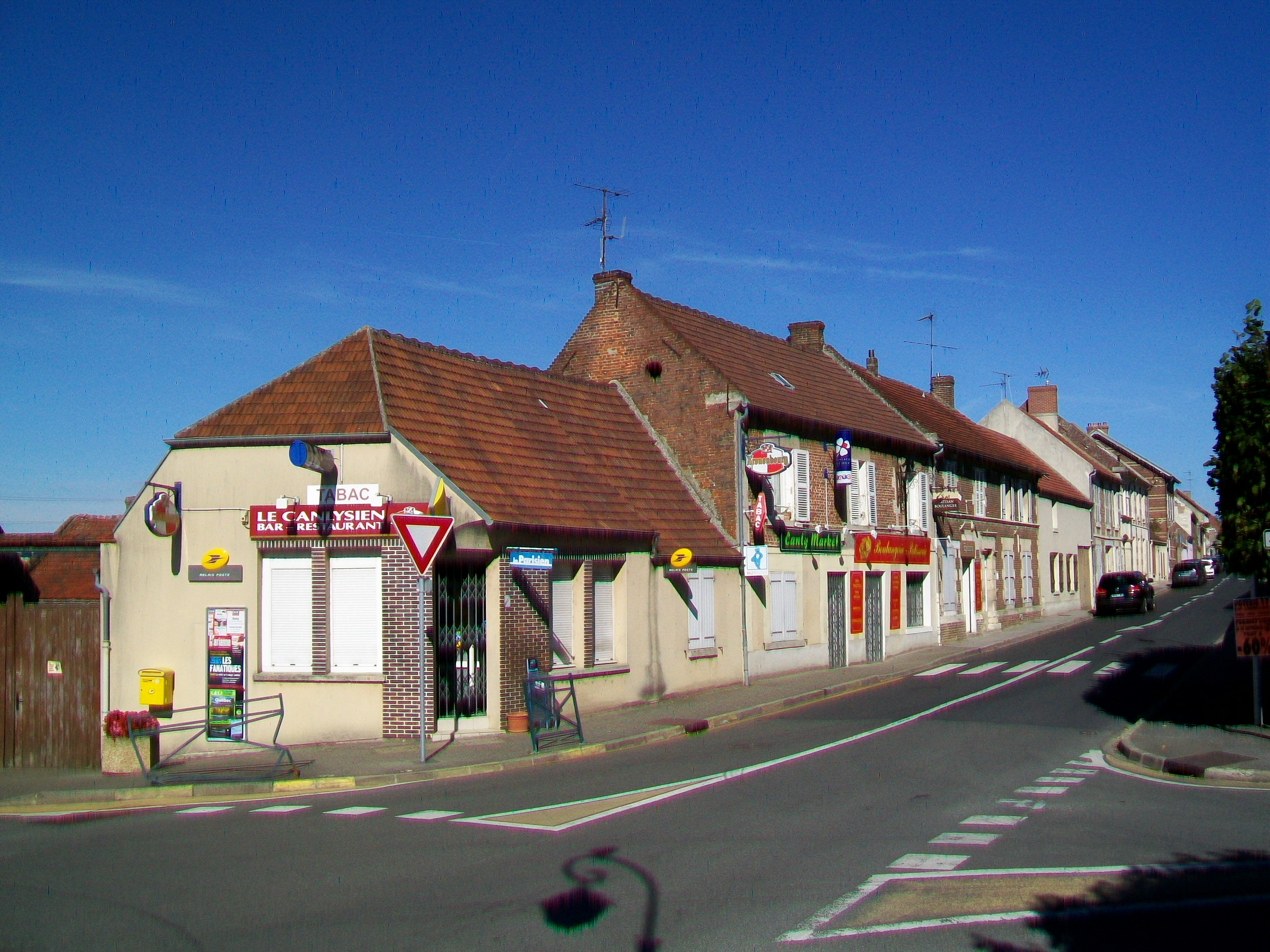
Ambiance de la commune : la rue de Jonquières.

Canly est un bourg périurbain du Plateau picard situé  dans le département de l'Oise, dans la plaine d'Estrées, entre Clermont et Compiègne, sur l'itinéraire de l'autoroute A1 et de la LGV Nord, près de leur croisement avec la RN 31 Rouen - Reims.
Le chef-lieu d'arrondissement de Compiègne est éloigné de 9 km, et le chef-lieu d'arrondissement de Clermont de 21 km. La distance orthodromique avec la capitale, au sud-ouest, est de 64 km, et le chef-lieu de département Beauvais est distant de 46 km.
La commune se trouve dans l'aire d'attraction de Compiègne, dans sa zone d'emploi et dans son bassin de vie

### Communes limitrophes
Les communes limitrophes sont Arsy, Longueil-Sainte-Marie, Le Fayel, Grandfresnoy et Jonquières.
|              | Arsy                  |            |
| Grandfresnoy | Canly                 | Jonquières |
| Le Fayel     | Longueil-Sainte-Marie |            |

### Géologie et relief
La superficie de la commune est de 8,00 km2 ; son altitude varie de 48  à   129 mètres.
Au milieu du XIXe siècle, le territoire communal était décrit comme « dépourvu d'eaux courantes, mais sur lequel il existe plusieurs sources, (...) formé à l'Ouest d'une plaine ravinée, et à l'Est, de coteaux sablonneux et boisés, élevés en terrasses ou étages ».

### Hydrographie

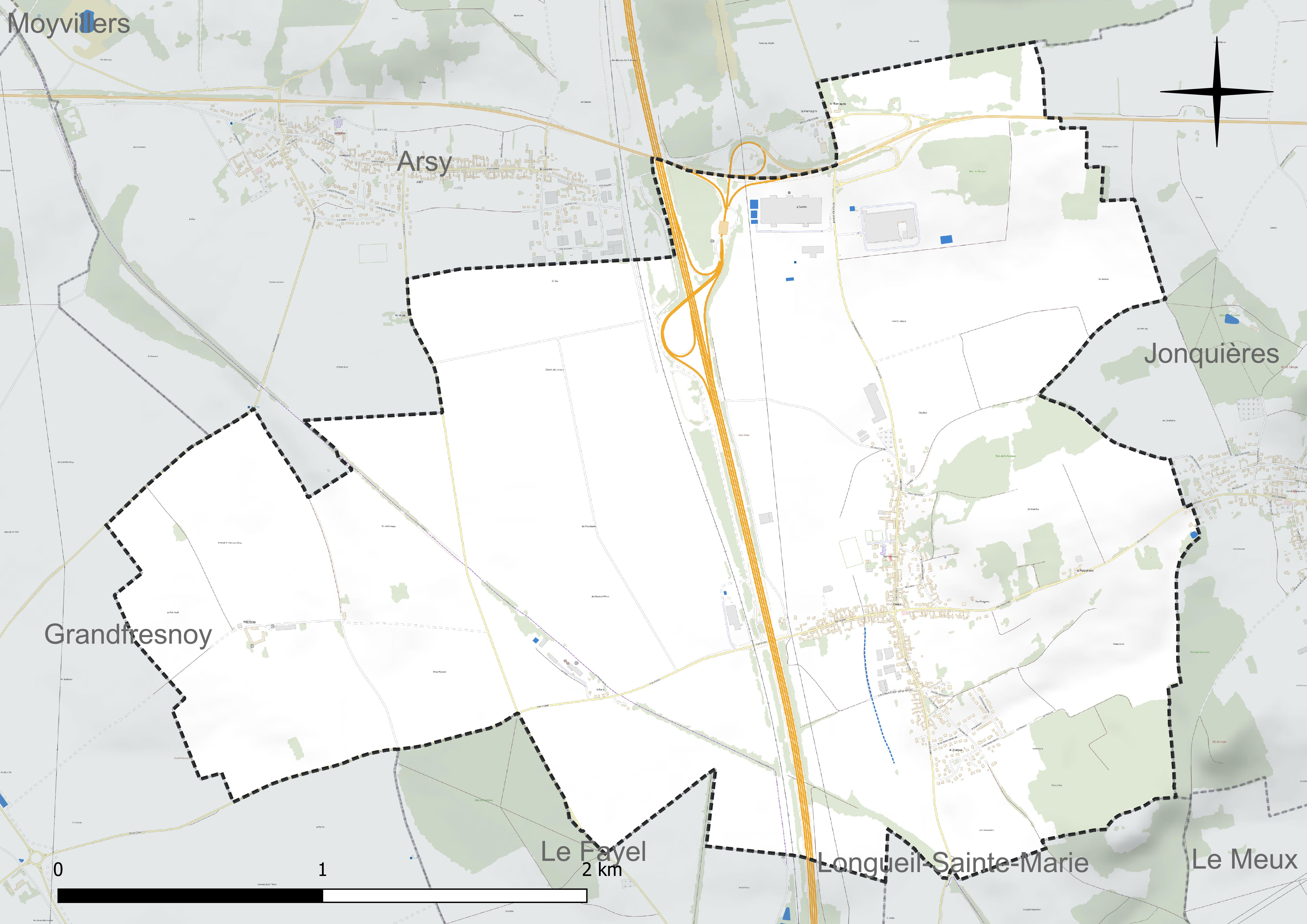
Réseau hydrographique de Canly.

La commune est située dans le bassin Seine-Normandie.
Elle n'est drainée par aucun cours d'eau,.

### Climat
Pour des articles plus généraux, voir Climat des Hauts-de-France et Climat de l'Oise.
En 2010, le climat de la commune est de type climat océanique dégradé des plaines du Centre et du Nord, selon une étude du CNRS s'appuyant sur une série de données couvrant la période 1971-2000. En 2020, Météo-France publie une typologie des climats de la France métropolitaine dans laquelle la commune est dans une zone de transition entre le climat océanique et le climat océanique altéré et est dans la région climatique Nord-est du bassin Parisien, caractérisée par un ensoleillement médiocre, une pluviométrie moyenne régulièrement répartie au cours de l'année et un hiver froid (3 °C).
Pour la période 1971-2000, la température annuelle moyenne est de 10,4 °C, avec une amplitude thermique annuelle de 15 °C. Le cumul annuel moyen de précipitations est de 695 mm, avec 11 jours de précipitations en janvier et 8,2 jours en juillet. Pour la période 1991-2020, la température moyenne annuelle observée sur la station météorologique la plus proche, située sur la commune de Margny-lès-Compiègne à 9 km à vol d'oiseau, est de 11,2 °C et le cumul annuel moyen de précipitations est de 633,5 mm,. Pour l'avenir, les paramètres climatiques de la commune estimés pour 2050 selon différents scénarios d'émission de gaz à effet de serre sont consultables sur un site dédié publié par Météo-France en novembre 2022.

## Urbanisme
Canly est une commune résidentielle, peu industrialisée, en dehors de toute agglomération.

### Typologie
Au 1er janvier 2024, Canly est catégorisée bourg rural, selon la nouvelle grille communale de densité à sept niveaux définie par l'Insee en 2022.
Elle est située hors unité urbaine. Par ailleurs la commune fait partie de l'aire d'attraction de Compiègne, dont elle est une commune de la couronne,. Cette aire, qui regroupe 101 communes, est catégorisée dans les aires de 50 000 à moins de 200 000 habitants,.

### Occupation des sols

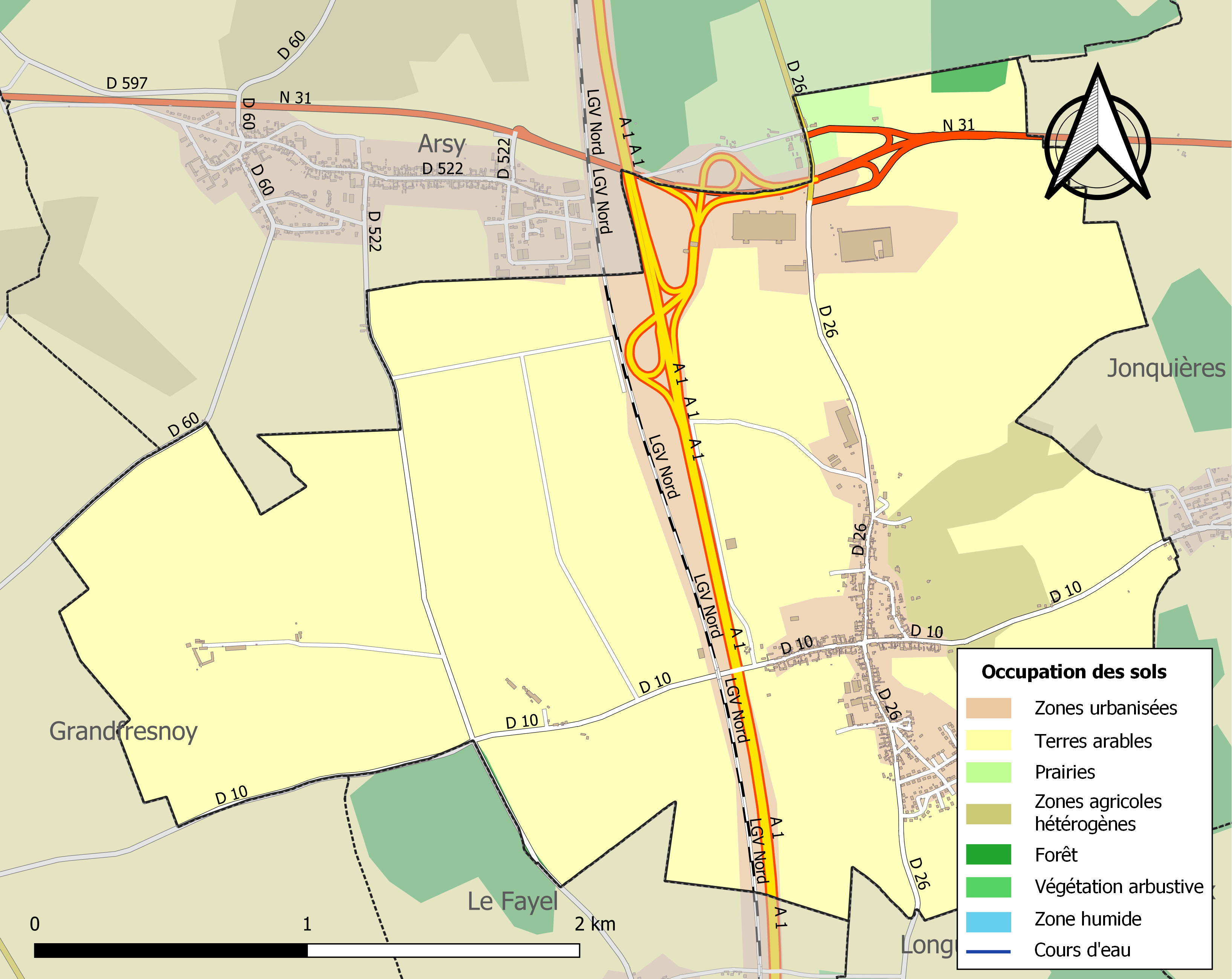
Carte des infrastructures et de l'occupation des sols de la commune en 2018 (CLC).

L'occupation des sols de la commune, telle qu'elle ressort de la base de données européenne d'occupation biophysique des sols Corine Land Cover (CLC), est marquée par l'importance des territoires agricoles (82,2 % en 2018), en diminution par rapport à 1990 (89,5 %).
La répartition détaillée en 2018 est la suivante : terres arables (77,6 %), zones industrielles ou commerciales et réseaux de communication (9,4 %), zones urbanisées (5 %), zones agricoles hétérogènes (4 %), forêts (3,3 %), prairies (0,6 %).
L'évolution de l'occupation des sols de la commune et de ses infrastructures peut être observée sur les différentes représentations cartographiques du territoire : la carte de Cassini (XVIIIe siècle), la carte d'état-major (1820-1866) et les cartes ou photos aériennes de l'IGN pour la période actuelle (1950 à aujourd'hui).

### Habitat et logement
En 2021, le nombre total de logements dans la commune était de 352, alors qu'il était de 361 en 2016 et de 328 en 2011. Parmi ces logements, 93,7 % étaient des résidences principales, 1,6 % des résidences secondaires et 4,7 % des logements vacants. Ces logements étaient pour 90,5 % d'entre eux des maisons individuelles et pour 9,2 % des appartements. Le tableau ci-dessous présente la typologie des logements à Canly en 2021 en comparaison avec celle de l'Oise et de la France entière. Une caractéristique marquante du parc de logements est ainsi la faible proportion des résidences secondaires et logements occasionnels (1,6 %) par rapport au département (2,4 %) et à la France entière (9,7 %). 
| Typologie                                               | Canly | Oise | France entière |
| ------------------------------------------------------- | ----- | ---- | -------------- |
| Résidences principales (en %)                           | 93,7  | 90,5 | 82,2           |
| Résidences secondaires et logements occasionnels (en %) | 1,6   | 2,4  | 9,7            |
| Logements vacants (en %)                                | 4,7   | 7    | 8,1            |

### Voies de communication et transports
Le centre du village correspond au carrefour de deux routes départementales : la RD 26 qui est un axe nord-sud, et la RD 10 orientée dans un sens est-ouest. La première établit la connexion avec la RN 31 au nord du territoire communal et avec la voie rapide de la RD 200 au sud de Longueil-Sainte-Marie ; la seconde mène vers l'ancienne RN 17 (actuelle RD 1017) à Sacy-le-Petit, près de Pont-Sainte-Maxence, à l'ouest, et vers la commune voisine de Jonquières à l'est. Quant à la RN 31, elle passe par la limite nord du territoire communal, où elle est interconnectée avec la RD 26. Pour atteindre l'autoroute A1 par son échangeur no 10 « Compiègne Ouest », il faut d'abord passer par la RN 31 sur laquelle se greffe cet échangeur. Il se situe à cheval sur Canly et la commune voisine d'Arsy.
L'autoroute A1, grand axe nord-sud, ainsi que la LGV Nord qui lui est parallèle, coupent le territoire communal en deux parties. La moitié ouest est presque exclusivement occupée par des terres agricoles, alors que le village se situe sur la moitié est. Bien que peu accentué, le relief est loin d'être plat. Le point le plus bas à 48 m au-dessus du niveau de la mer se situe sur la RD 26, à l'endroit où elle quitte la commune : le terrain descend vers la moyenne vallée de l'Oise. Le point culminant correspond au sommet de l'une des deux collines surplombant le village à l'est, le Mont Hart atteignant 129 m au-dessus du niveau de la mer. Ces collines sont boisées, et d'autres petites parcelles boisées sont disséminées sur le territoire, mais il n'y a pas de forêt véritable. Vouée au cyclisme et à la randonnée, une voie verte sur une section désaffectée de la ligne d'Ormoy-Villers à Boves vient d'Estrées-Saint-Denis et continue vers les bords de l'Oise.
Canly ne possède plus de gare sur son territoire, la station de chemin de fer la plus proche est  la gare de Longueil-Sainte-Marie, éloignée de 5 km et desservie par les trains omnibus TER Hauts-de-France de la relation C14 Compiègne - Paris. Du lundi au vendredi, s'y arrêtent neuf trains dans chacun des deux sens, la fréquence étant moindre le week-end. Le temps de parcours est de 54 min pour Paris et de 13 min pour Compiègne.
Sur le plan des transports en commun routiers, Canly est desservie, en 2023, par les lignes 660, 661, 6301 et 6324 du réseau interurbain de l'Oise.

## Toponymie
La localité a été désignée comme Camlei (913) ; Camliacum castrum (vers 917) ; villoe Camleii (vers 917) ; de Canliaco (1107) ; Camli (1162) ; altare de canli (1162) ; Canli (1190) ; de Cauliaco (1231) ; petrus de canli miles (1219) ; apud Canliacum (1238) ; ecclesia sancti Martini de Canle (XVIe) ; Cauly (vers 1500) ; Carluis (1510-1510) ; Canly (1840).

## Histoire

### Ancien Régime
Louis Graves indiquait « la paroisse de Canly qui était très ancienne, dépendait de l'abbaye de Saint-Corneille de Compiègne. On prétend qu'il y avait là, dans des tems reculés, un établissement religieux dont les fondations existent, dit-on,au midi de l'église. Les moines. réunirent cet établissement à leur couvent , vers le quinzième siècle, et mirent un simple curé' à la place  (...). 
 Il y a près de l'église, des.souterrains qui servaient, de refuge aux habitans pendant les guerres de religion et les désordres du moyen âge (...) 
Il y avait une maladrerie dans l'étendue de la paroisse ».
Canly  était au Moyen Âge, un lieu fortifié, qui tirerait même son nom de la présence d'un camp retranché (castrum).

### Époque contemporaine
En 1832, la commune disposait d'une école. On comptait sur son territoire des cendrières, une tuilerie, un four à chaux et trois moulins à vent
En 1883, une importante fabrique de lampes d'éclairage à l'huile et au pétrole est exploitée à Canly.

## Politique et administration

### Rattachements administratifs et électoraux

#### Rattachements administratifs
La commune se trouve depuis 1926 dans l'arrondissement de Compiègne du département de l'Oise.
Elle faisait partie depuis 1802 du canton d'Estrées-Saint-Denis. Dans le cadre du redécoupage cantonal de 2014 en France, cette circonscription administrative territoriale a disparu, et le canton n'est plus qu'une circonscription électorale.

#### Rattachements électoraux
Pour les élections départementales, la commune fait partie depuis 2014 d'un nouveau  canton d'Estrées-Saint-Denis
Pour l'élection des députés, elle fait partie de la cinquième circonscription de l'Oise.

### Intercommunalité
Canly est membre de la communauté de communes de la Plaine d'Estrées, un établissement public de coopération intercommunale (EPCI) à fiscalité propre créé en 1997 et auquel la commune a transféré un certain nombre de ses compétences, dans les conditions déterminées par le code général des collectivités territoriales.

### Liste des maires
| Période                                  | Période                       | Identité       | Étiquette | Qualité                                                                             |
| ---------------------------------------- | ----------------------------- | -------------- | --------- | ----------------------------------------------------------------------------------- |
| Les données manquantes sont à compléter. |                               |                |           |                                                                                     |
|                                          |                               |                |           |                                                                                     |
| avant 1962                               |                               | Aimé Leduc     |           |                                                                                     |
|                                          |                               |                |           |                                                                                     |
| avant 1981                               | 1986                          | Alain d'Alayer |           | Démissionnaire                                                                      |
| 1986                                     | 2014                          | René Bécuwe    | PS        | Cadre chez Pechiney-Ugine-Kulhmann à Villers-Saint-Paul                             |
| 2014                                     | En cours (au 18 janvier 2023) | Lionel Guibon  |           | Ancien salarié du bureau d’étude de l’usine Poclain Réélu pour le mandat 2020-2026, |

## Équipements et services publics

### Eau et déchets
L'adduction en eau potable est assurée par l'intercommunalité, qui l'a délégué à la SAUR.
En 2023, le hameau de Pieumelle, partagé entre Canly et Arsy et qui compte sept maisons, ne dispose pas d'un réseau d'eau potable.

### Espaces publics
En 2022, la commune a reçu un prix spécial au concours des villes et villages fleuris.

### Enseignement
Les enfants de la commune sont scolarisés au groupe scolaire Roland-Dovillé, 23 rue des Écoles, constitué d'une école maternelle et d'une l'école primaire, soit 3 classes en 2021-2022, doté d'une cantine et d'un centre périscolaire.
Les élèves sont rattachés ensuite au collège public Adel-Didelet d'Estrées-Saint-Denis et aux lycées de Compiègne.

### Culture
Canly dispose d'une bibliothèque municipale.

## Population et société

### Démographie

#### Évolution démographique
L'évolution du nombre d'habitants est connue à travers les recensements de la population effectués dans la commune depuis 1793. Pour les communes de moins de 10 000 habitants, une enquête de recensement portant sur toute la population est réalisée tous les cinq ans, les populations de référence des années intermédiaires étant quant à elles estimées par interpolation ou extrapolation. Pour la commune, le premier recensement exhaustif entrant dans le cadre du nouveau dispositif a été réalisé en 2007.

En 2022, la commune comptait 743 habitants, en évolution de −6,54 % par rapport à 2016 (Oise : +0,87 %, France hors Mayotte : +2,11 %).
| 1793 | 1800 | 1806 | 1821 | 1831 | 1836 | 1841 | 1846 | 1851 |
| ---- | ---- | ---- | ---- | ---- | ---- | ---- | ---- | ---- |
| 643  | 660  | 700  | 685  | 629  | 590  | 582  | 570  | 540  |

| 1856 | 1861 | 1866 | 1872 | 1876 | 1881 | 1886 | 1891 | 1896 |
| ---- | ---- | ---- | ---- | ---- | ---- | ---- | ---- | ---- |
| 503  | 478  | 502  | 520  | 504  | 514  | 534  | 506  | 523  |

| 1901 | 1906 | 1911 | 1921 | 1926 | 1931 | 1936 | 1946 | 1954 |
| ---- | ---- | ---- | ---- | ---- | ---- | ---- | ---- | ---- |
| 489  | 488  | 489  | 472  | 533  | 557  | 508  | 561  | 562  |

| 1962 | 1968 | 1975 | 1982 | 1990 | 1999 | 2006 | 2007 | 2012 |
| ---- | ---- | ---- | ---- | ---- | ---- | ---- | ---- | ---- |
| 597  | 513  | 535  | 625  | 635  | 683  | 756  | 766  | 800  |

| 2017 | 2022 | - | - | - | - | - | - | - |
| ---- | ---- | - | - | - | - | - | - | - |
| 782  | 743  | - | - | - | - | - | - | - |

#### Pyramide des âges
La population de la commune est relativement jeune.
En 2018, le taux de personnes d'un âge inférieur à 30 ans s'élève à 33,7 %, soit en dessous de la moyenne départementale (37,3 %). À l'inverse, le taux de personnes d'âge supérieur à 60 ans est de 25,3 % la même année, alors qu'il est de 22,8 % au niveau départemental.
En 2018, la commune comptait 390 hommes pour 381 femmes, soit un taux de 50,58 % d'hommes, légèrement supérieur au taux départemental (48,89 %).
Les pyramides des âges de la commune et du département s'établissent comme suit.
| Hommes | Classe d’âge | Femmes |
| ------ | ------------ | ------ |
| 0,5    | 90 ou +      | 0,8    |
| 6,2    | 75-89 ans    | 7,7    |
| 17,8   | 60-74 ans    | 17,5   |
| 22,4   | 45-59 ans    | 22,2   |
| 19,5   | 30-44 ans    | 17,8   |
| 15,1   | 15-29 ans    | 15,9   |
| 18,3   | 0-14 ans     | 18,1   |

| Hommes | Classe d’âge | Femmes |
| ------ | ------------ | ------ |
| 0,5    | 90 ou +      | 1,4    |
| 5,5    | 75-89 ans    | 7,6    |
| 15,6   | 60-74 ans    | 16,3   |
| 20,8   | 45-59 ans    | 20     |
| 19,4   | 30-44 ans    | 19,4   |
| 17,6   | 15-29 ans    | 16,2   |
| 20,6   | 0-14 ans     | 19,1   |

## Culture locale et patrimoine

### Lieux et monuments
On peut mentionner : 
- L'église Saint-Martin, au carrefour au centre du village : elle comporte une nef de deux travées, un chœur rectangulaire au chevet plat, moins large que la nef, un bas-côté nord, un croisillon ou chapelle nord et un clocher central en charpente. La longueur totale à l'extérieur est de 23,8 m, et la hauteur des murs du chœur et de la nef atteint 5 m à 6 m selon les endroits, alors que le faîtage de la nef est à 11 m de hauteur. C'est une église remaniée aux volumes simples, sans caractère, mais conservant d'intéressants vestiges romans. Ils concernent le chœur (sauf son mur septentrional), la partie méridionale de la nef et la partie droite de la façade occidentale. Les murs sont majoritairement en pierre de taille, et selon les endroits en moellons, toujours bien alignés. Le chevet est percé d'un triplet de trois baies plein cintre surbaissées. Chacune est cantonnée de deux colonnes engagées sculptées à même le mur, et arborant des chapiteaux sculptés de feuilles plates. La sacristie cache en grande partie le mur roman au sud du chœur, qui a gardé une baie plein cintre d'origine. Les trois fenêtres du mur sud de la nef sont modernes. La façade occidentale a été ravalée maladroitement de sorte à faire disparaître ses éléments de style romans, et le portail a été refait : bien que d'apparence roman, c'est immédiatement au-dessus de l'arcade de la porte que l'on aperçoit les traces de l'archivolte romane véritable. La petite fenêtre romane au-dessus du portail est d'origine. La voûte de la nef a été remplacée par un plafond, et le plafond horizontal primitif de la nef a été remplacé par une fausse voûte en bois[33],[2].

- L'ancien jeu d'arc, place du Jeu-d'Arc, à la sortie sud du village vers Longueil-Sainte-Marie.

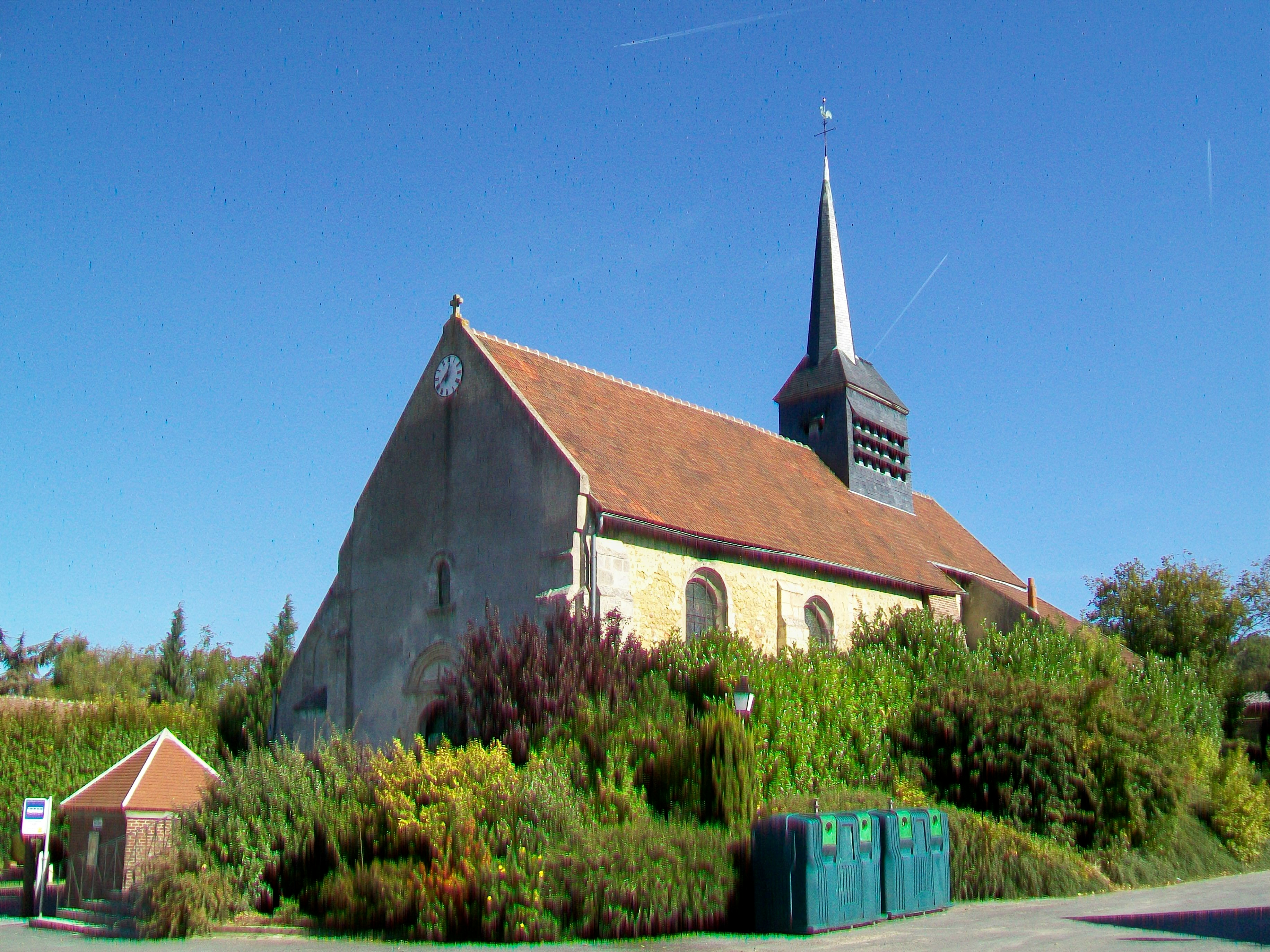
L'église Saint-Martin depuis le sud-ouest.
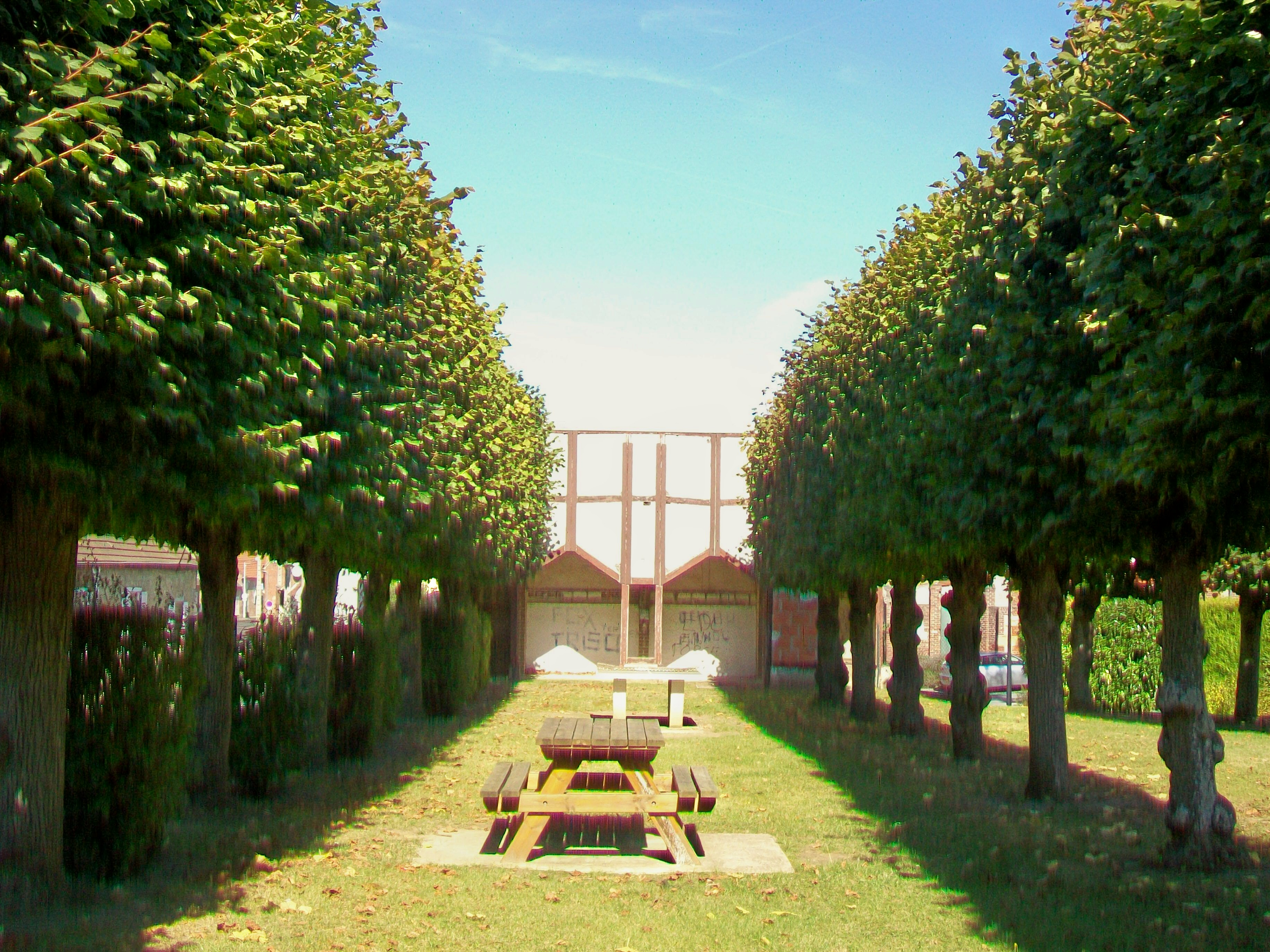
La place du Jeu d'arc, réaménagée en lieu de détente.
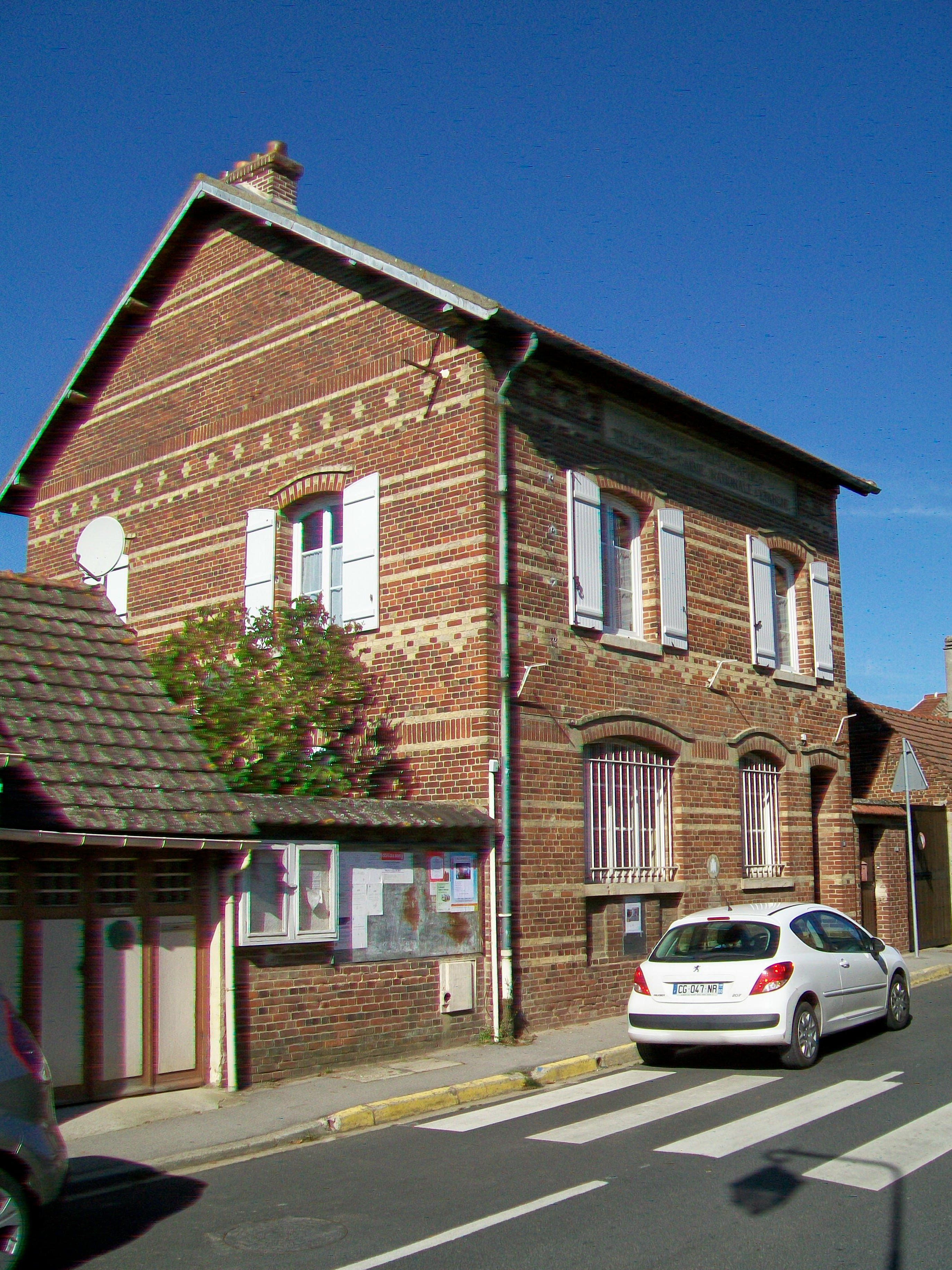
L'ancienne poste.
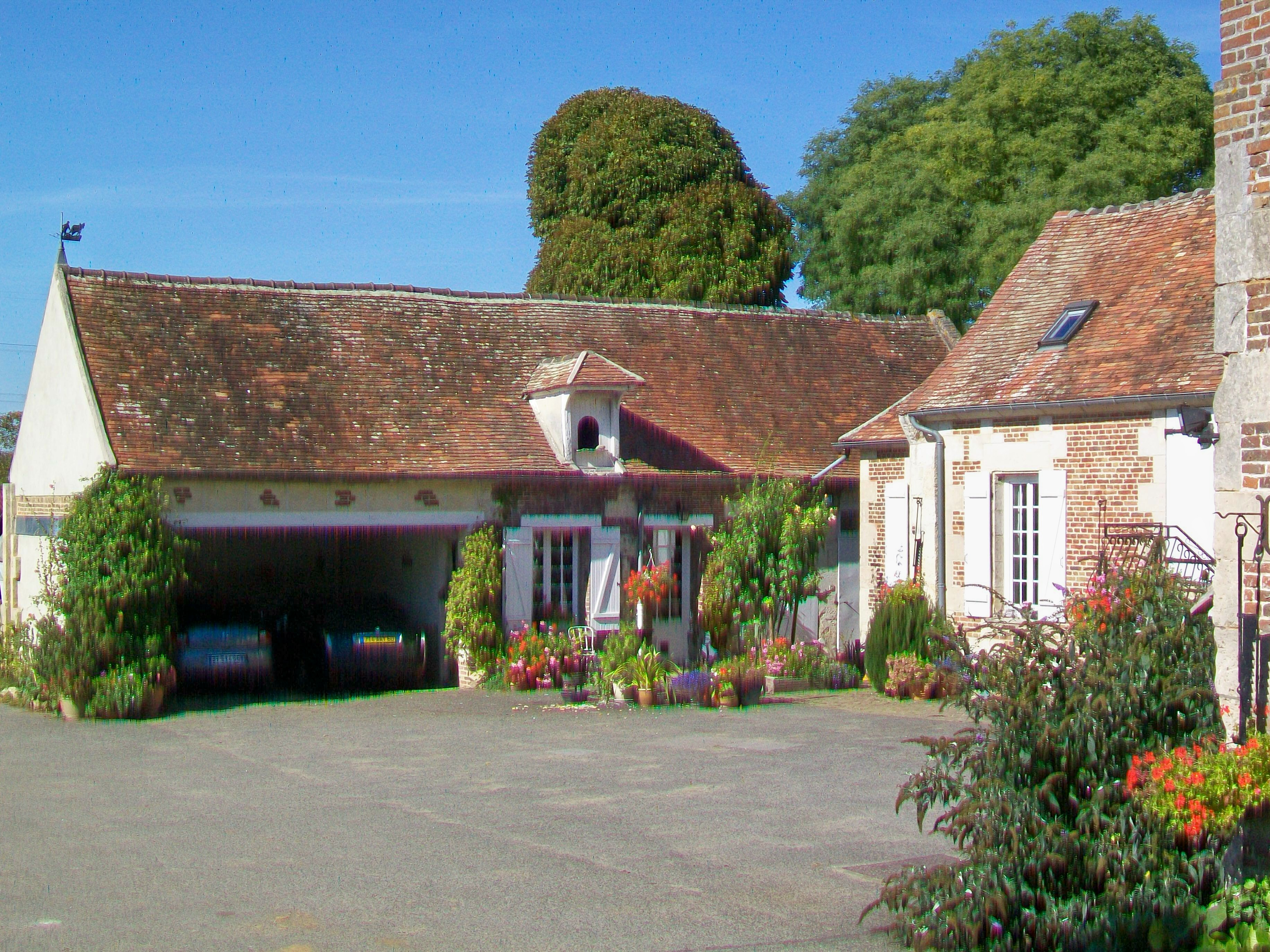
Cour de ferme, rue des Écoles.
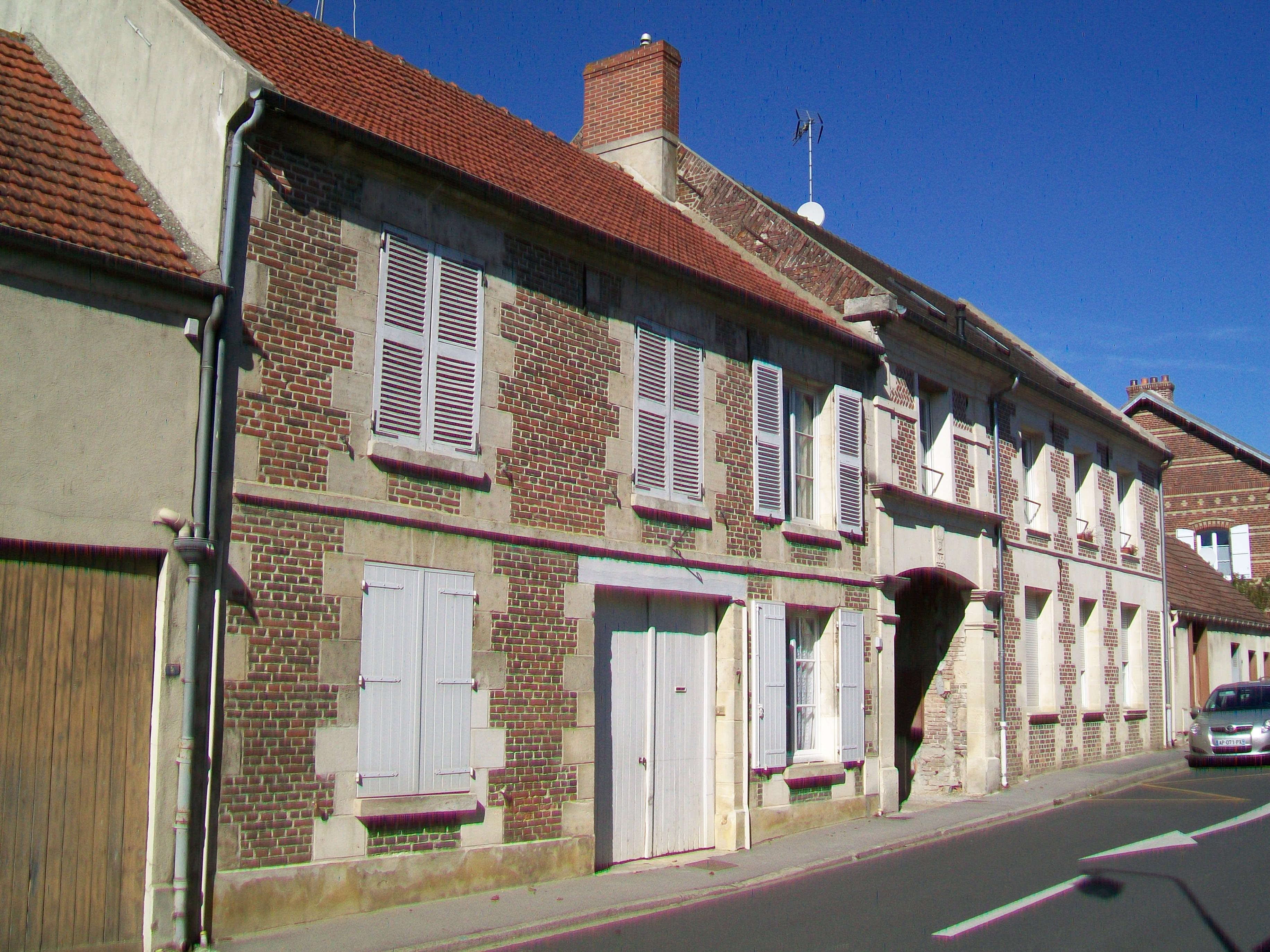
Bâtiments, rue des Écoles.
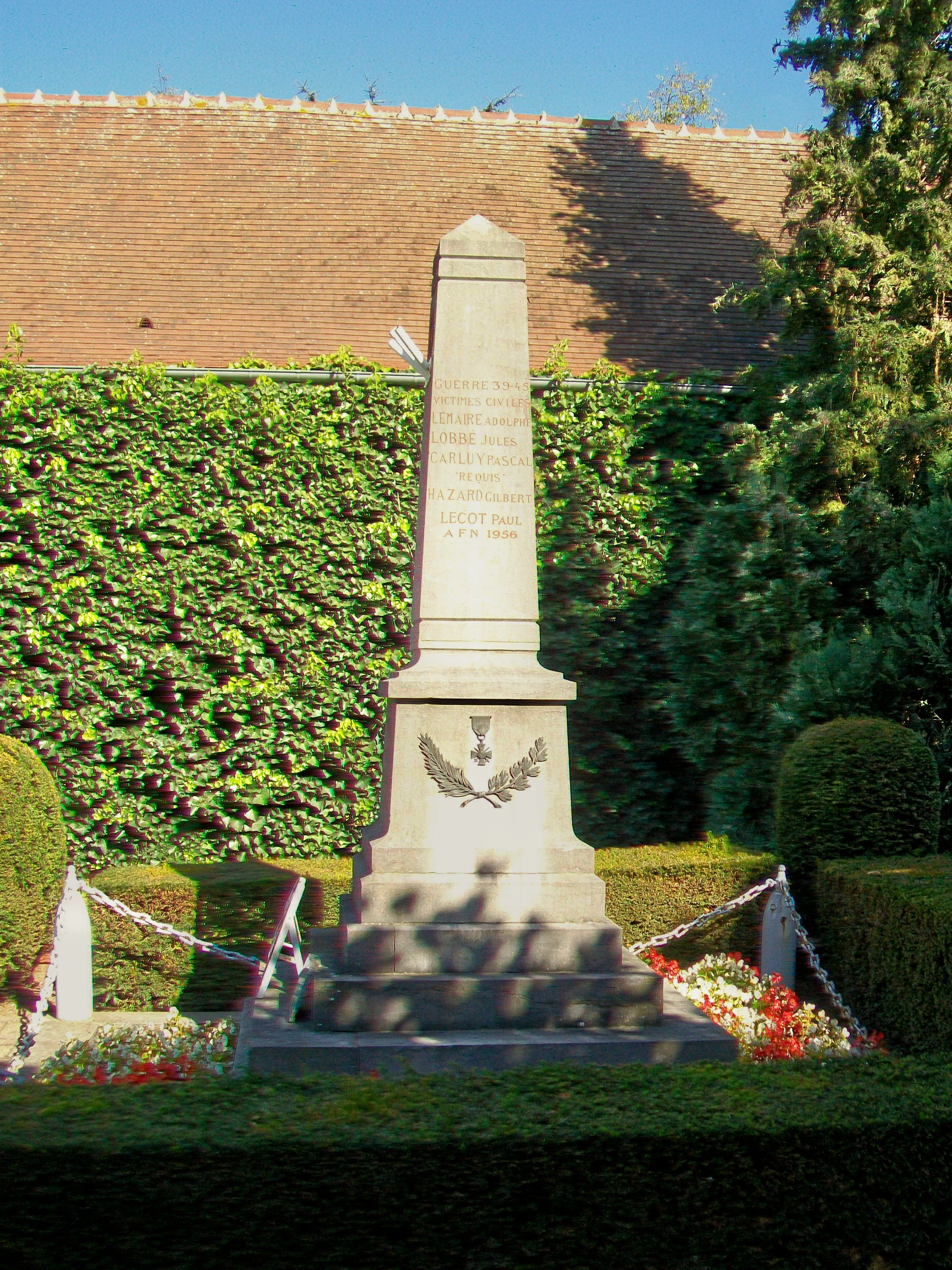
Monument aux morts.

### Personnalités liées à la commune
- En mars 1221, Pierre de Canly, chevalier, établit  un accord avec l'abbaye de Saint-Denis au sujet de la justice de Moyvillers et d'Estrées. En mai 1229, il rend l'hommage féodal à l'abbé pour ce qu'il possédait dans les mêmes paroisses[17].
- La terre de Canly appartient vers 1500 à Laurent Le Caron, lieutenant général au bailliage de Compiègne[17].
- Jacques Le Caron, prévôt forain, licencié-ès-lois, est seigneur de Canly et du fief  Le Becquerel[17]..
- Louis Le Caron, dit Cbaroudas, avocat au Parlement de Paris, est seigneur de Canly en 1540. Jacques et Louis étaient les petits-fils de Laurent Le Caron[17]..

### Héraldique
| Blason de Canly | Blason  | D'azur à la croix processionnaire d'or accostée de deux crosses d'abbé du même, les volutes adossées. |
| Blason de Canly | Détails | Les armoiries de la commune représentent les armes de l'abbaye Saint-Corneille de Compiègne, co-seigneur du village avec le roi de France durant plus de 9 siècles Le statut officiel du blason reste à déterminer. |